# ファスト・アンド・フューリアス (1939年の映画)
『ファスト・アンド・フューリアス』(Fast and Furious) は、1939年のアメリカ合衆国のミステリー・コメディ映画。
バスビー・バークレーが監督した。フランチョット・トーン、アン・サザーンが本屋でありながら探偵をする夫婦を演じた。『Fast Company』 (1938)、『Fast and Loose』 (1939)に続くメトロ・ゴールドウィン・メイヤーのスローン夫妻三部作の最後の作品である。ただしスローン夫妻役は全て異なる俳優が演じた。

## あらすじ
ジョエル(フランチョット・トーン)とガーダ(アン・サザーン)のスローン夫妻は表向きはニューヨークでレアな本屋を営業しているが、裏では探偵コンビである。2人は避暑地での休暇を検討する。ジョエルはガーダを仲間のマイク・スティーヴンス(リー・ボウマン)がミスコンを主催するシーサイド・シティに連れていく。単なる休暇ではなく、ジョエルはミスコンに5千ドル投資しており、ミスコンの経理、そして出場者の監視を行なう。シーサイド・シティ到着直後、ジョエルはプロモーターのエリック・バーテル(ジョン・ミルジャン)がスティーヴンスを騙していることを知る。ジョエルはスティーヴンスにより審査員に任命され、ミスコン前日にジョエルが出場者と歓談するのをガーダが邪魔する。ジョエルは、ニューヨークのギャングのエド・コナーズ(バーナード・ネデル)がバーテルの行動を監視するためにやってきただけでなく、バーテルの広報担当リリー・コール(ルース・ハッセイ)と出場者のジェリー・ローレンス(メアリー・ベス・ヒューズ)がバーテルを取り合いしており、問題が起きることを予想する。刑事がジョエルに、令状が出ればバーテルを詐欺罪で逮捕すると語り、ジョエルはシーサイド・シティに問題が山積みであることを知る。バーテルが何者かに殺害され、バーテルと最後に会ったとされるスティーヴンスが逮捕される。スティーヴンスはバーテルに金銭の全額返済を求めてトラブルに発展したとして、殺人容疑者となる。ジョエルとガーダはミラー署長(グランヴィル・ベイツ)にこの事件に関わらないようにと警告されるが、新聞コラムニストのテッド・ベントリー(アリン・ジョスリン)の助けを借りて事件の調査を始める。その直後にエレベーターが落ち、ジョエルとガーダは命を狙われる。ジョエルはスティーヴンスの無実を信じ、以前の殺人事件でバーテルと共に容疑のかかったリリーを疑う。ジョエルはジェリーがバーテル殺害現場にくすぶっていたタバコと同じ銘柄のものを吸っていることを知って尋問すると、ジェリーはコナーズが犯人だと語る。これを聞いていたコナーズはジェリーを襲い、ジョエルに濡れ衣だと訴える。ジェリーが殺害され、ジョエルはベントリーを疑う。ジョエルはベントリーに白状させようとするが、ベントリーはジョエルを殺害しようとする。警官がやってきてベントリーを逮捕し、ジョエルは助かる。ベントリーはジェリーがバーテルのために自分の元を離れようとしたためバーテルを殺害し、全てを知るジェリーを殺害したのである。

## キャスト
- ジョエル・スローン：フランチョット・トーン
- ガーダ・スローン：アン・サザーン
- リリー・コール：ルース・ハッセイ
- マイク・スティーヴンス：リー・ボウマン
- テッド・ベントリー：アリン・ジョスリン
- エリック・バーテル：ジョン・ミルジャン
- エド・コナーズ：バーナード・ネデル
- ジェリー・ローレンス：メアリー・ベス・ヒューズ
- サム・トレヴァース：クリフ・クラーク
- クランシー：ジェイムス・バーク
- ジョー・バーク船長：フランク・オース
- エミー・ルー：マーガレット・ローチ
- ミス・ブルックリン：グラディス・ブレイク
- ミラー署長：グランヴィル・ベイツ

## 評価
「TVガイド」誌は「愉快なコメディ・ミステリー」と評した。